# Pont de Saint-Mammès
Ne doit pas être confondu avec Passerelle de Saint-Mammès ou Viaduc de Saint-Mammès.
Le pont de Saint-Mammès est un ouvrage d'art routier situé sur la Seine entre son éponyme Saint-Mammès et Champagne-sur-Seine, en France.

## Situation et accès
L’ouvrage est situé sur le territoire des communes de Saint-Mammès et Champagne-sur-Seine, proche de leur agglomération respective. Plus largement, il se trouve dans le département de Seine-et-Marne, en région Île-de-France.

## Histoire
Un pont en fer est établi par Pierre Joly, constructeur à Argenteuil. La cérémonie d'inauguration a lieu le 15 novembre 1859. Le pont est alors affermé annuellement pour 6 500 francs et concédé de cette dernière date au 15 octobre 1914. Cette situation devient contestée à la fin du XIXe siècle.